# Parakneria mossambica
Parakneria mossambica är en fiskart som beskrevs av Rex A. Jubb och Bell-cross, 1974. Parakneria mossambica ingår i släktet Parakneria och familjen Kneriidae. IUCN kategoriserar arten globalt som livskraftig. Inga underarter finns listade i Catalogue of Life.